# Frania Eisenbach Haverland
Frania Eisenbach Haverland, née le 1er mars 1926 à Tarnów  (Pologne), rescapée de la Shoah, décrit son histoire dans un livre publié en 2007 intitulé : Tant que je vivrai. Elle est co-présidente de la Fédération Nationale des Déportés et Internés Résistants et Patriotes et nommée chevalière de la Légion d'honneur en 2016. 

## Biographie

### Famille
Frania Eisenbach Haverland naît le 1er mars 1926 à Tarnów, ville du sud de la Pologne. Son père est chef d'orchestre symphonique et sa mère est pianiste dans les cinémas de la ville. Elle a deux frères plus âgés qu'elle.

### Seconde Guerre mondiale
En septembre 1939, la ville de Tarnów est envahie par les Allemands. Le père de Frania apprend qu'il est recherché par l'occupant et décide de fuir. En 1941, Frania et le reste de la famille sont internés dans le ghetto de Tarnów. À la suite de la liquidation du ghetto en septembre 1943, elle est déportée au camp de Plaszów où elle reste 8 mois. En mai 1944, elle est envoyée à Auschwitz où elle est sélectionnée pour réparer les vêtements des prisonniers assassinés. En novembre 1944, elle part pour le camp de concentration de Flossenbürg, où elle travaille dans une usine de pièces détachées, puis rejoint enfin le camp de Theresienstadt. À la fin de la guerre, elle rejoint la France et arrive à Paris le 10 juin 1945. 

Frania est la seule survivante d'une famille de 60 personnes.

## Témoignage
Depuis 1993, Frania intervient régulièrement dans les établissements scolaires de la France entière pour témoigner de son histoire dont le collège Rolland Vasseur à Vigny[réf. nécessaire].
En 2005, à l'occasion du 60e anniversaire de la libération des camps, son histoire est mise en lumière au mémorial de la Shoah.

## Hommages
En 2016, elle est nommée chevalière de la Légion d'honneur.
En 2019, en son honneur, le conseil départemental du Val-d'Oise rebaptise le collège de Menucourt : collège Frania Eisenbach-Haverland.
 En 2025, elle est nommée commandeur de l'ordre des Palmes académiques, à titre exceptionnel.

## Ouvrages
- Tant que je vivrai : Tarnów, Plaszów, Birkenau et autres lieux, par Frania Eisenbach Haverland, récit rédigé avec Dany Boimare, Paris, Édite, 2007.  (ISBN 2846082251 et 978-2-84608-225-9) / Paris, Éditions L'Harmattan, 2020.  (ISBN 978-2-343-19529-2)